# 古尔比特
古尔比特（法語：Gourbit，法語發音：[ɡuʁbit]）是法国阿列日省的一个市镇，属于富瓦区。

## 地理
古尔比特（42°50'37"N, 1°31'58"E）面积17.95 平方千米，位于法国奧克西塔尼大區阿列日省，该省份为法国西南部内陆省份，西部和北部与上加龙省接壤，东临奥德省，东南至东比利牛斯省接壤，南与安道尔和西班牙接壤。
与古尔比特接壤的市镇（或旧市镇、城区）包括：热纳、拉佩日、奥吕、拉巴-莱特鲁瓦塞尼厄尔、瓦勒德索斯。
古尔比特的时区为UTC+01:00、UTC+02:00（夏令时）。

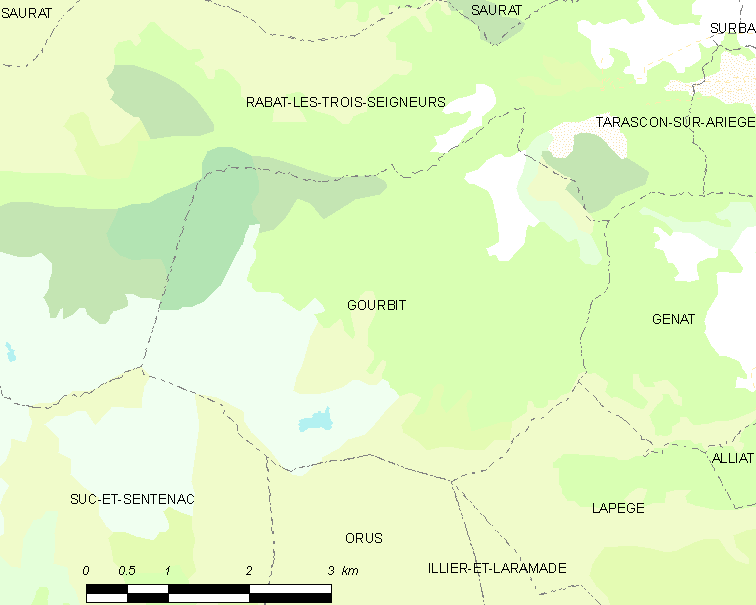
古尔比特的OSM定位图

## 行政
古尔比特的邮政编码为09400，INSEE市镇编码为09136。

## 政治
古尔比特所属的省级选区为萨巴尔泰斯县。

## 人口

1962-2008年间古尔比特人口变化图示

古尔比特于2022年1月1日时的人口数量为79人。